# Uralla
Uralla ist eine Stadt im Nordosten des australischen Bundesstaates New South Wales. Sie liegt im nördlichen Tafelland von New England, 465 km nördlich von Sydney und etwa 23 km südwestlich von Armidale. Sie ist das Verwaltungszentrum der Local Government Area Uralla Shire und bei der Volkszählung 2021 wurden 2.385 Einwohner gezählt.
Die Höhenlage von über 1.000 m Seehöhe sorgt für kalte Winter und milde Sommer.

## Geschichte
Den Namen Uralla haben die europäischen Siedler aus der Sprache des örtlichen Aboriginesstammes der Aniwan abgeleitet. Er beschreibt einen „Versammlungsplatz für Zeremonien und Aussichtspunkt auf einem Hügel“.

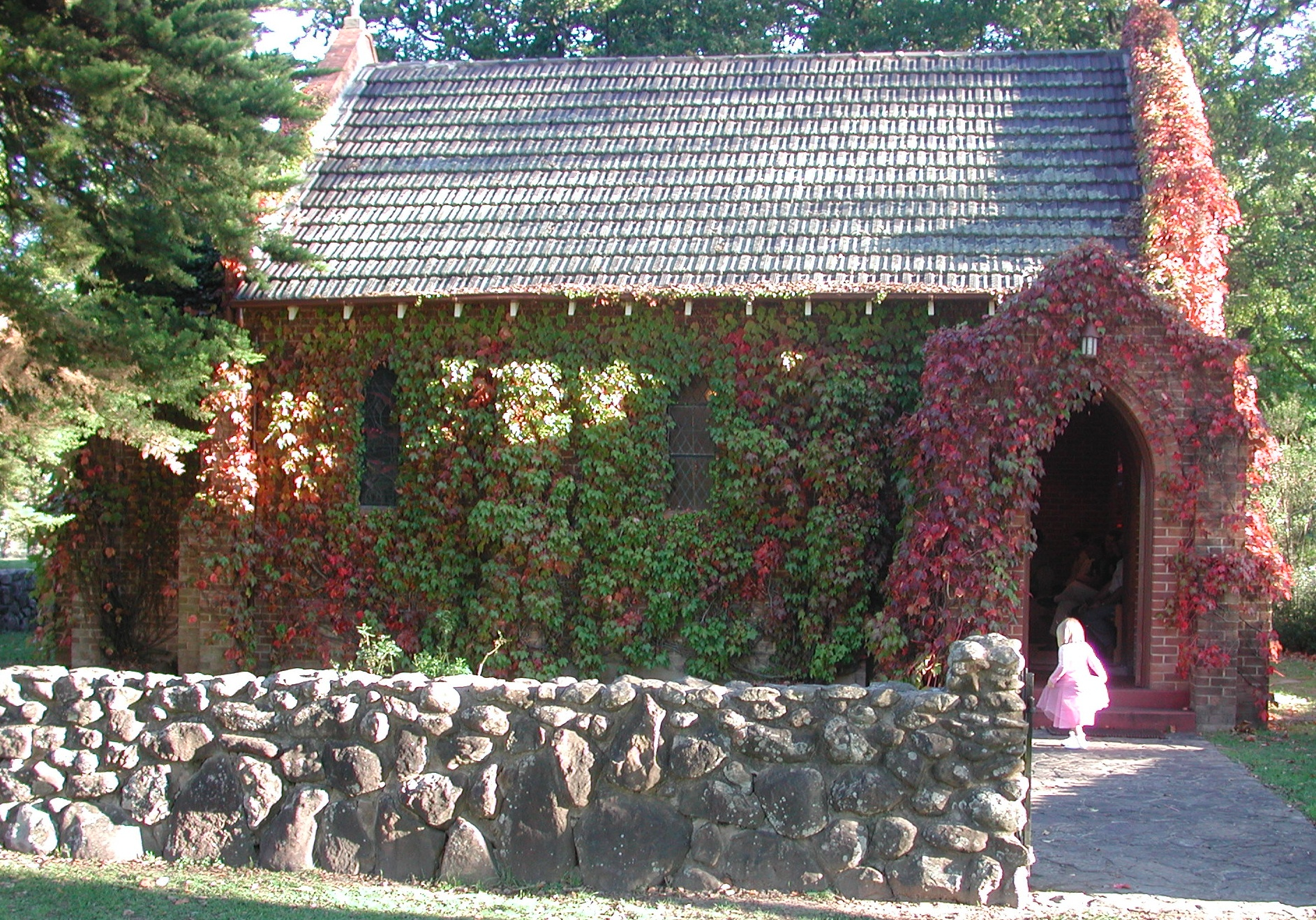
Allerheiligenkapelle in Gostwyck, östlich von Uralla

Samuel McCrossin, ein Ire, seine Frau und seine sieben Kinder waren 1839 die ersten Europäer, die in dieses Gebiet kamen und ihr Zelt an einem Bach in der Nähe aufschlugen. Sie kehrten nach Morpeth (in der Nähe von Newcastle) zurück, kamen aber 1841 wieder und ließen sich schließlich in Uralla nieder. In den 1830er- und 1840er-Jahren wurde Land von Siedlern akquiriert, die sich von der bisherigen Siedlungsgrenze nach Norden bewegt hatten. Sie schätzten das fruchtbare Weideland des Tafellandes von New England. Weidegründe lagen z. B. in Kentucky, Gostwyck, Balala, Yarrowyck, Mihi Creek, Terrible Vale und Salisbury Court. Einige der damals entstanden Bauten, wie z. B. der Ort Balala oder die wundervolle Gostwyck Chapel (Allerheiligenkapelle) stehen heute auf der Liste des australischen Nationalerbes. Ein Teil des von den Siedlern vereinnahmten Landes wurde nach dem Inkrafttreten der Robertson Land Acts 1861 Kleinbauern zugänglich gemacht.
Uralla wurde 1855 der Titel einer Stadt verliehen, was auch in dem Goldrausch in der Gegend des Rocky River drei Jahre vorher begründet lag, der die Siedlung auf über 5.000 Seelen anwachsen ließ. 1856 fand dort ein weiterer, noch größerer Goldrausch statt, führte aber nicht zu einem bleibenden Wachstum der Stadt. 1859 besaß Uralla drei Hotels, Ladengeschäfte, ein Postamt, eine Mühle und eine Schule.
1882 erhielt Uralla eine offizielle Stadtverwaltung. 1948 wurde die Stadt das Verwaltungszentrum des Uralla Shire, nachdem sie mit dem früheren Gostwyck Shire verschmolzen wurde.
1887 fand man weiteres Gold in Melrose in der Gegend von Enmore und baute es ab. Die Entdeckung des Goldes führte zum Bau eines Dorfes mit Schule in Melrose, etwa 32 km östlich von Uralla. 1927 wurde diese Gegend parzelliert und die Parzellen an ehemalige Soldaten vergeben.
1889 fand man Gold am Goses Creek, 6 km südwestlich von Enmore in der Nähe der Mihi Falls, östlich von Uralla.

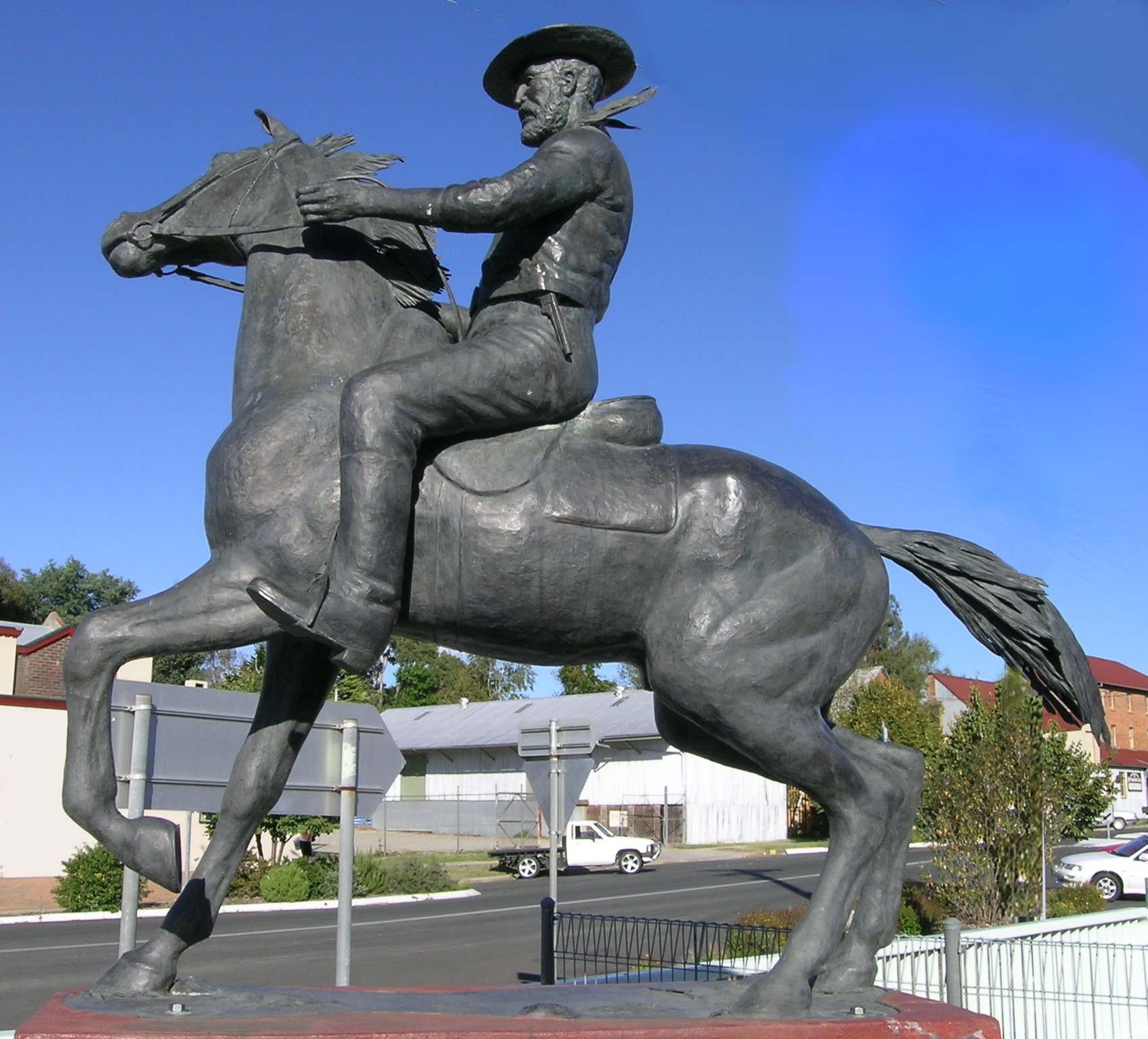
Standbild von Captain Thunderbolt an der Kreuzung von New England Highway und Thunderbolts Way

Der berüchtigte Captain Thunderbolt (bürgerlicher Name: Frederick Ward, 1835–1870) liegt auf dem alten Friedhof von Uralla an der John Street begraben. In der Stadt gibt viele Hinweise auf diesen Räuberhauptmann und die Einwohner sich recht stolz auf seine Legende. Neben einer anfangs umstrittenen Statue an der Hauptstraße gibt es in Uralla ein Pub, ein Motel, einen Felsen (von dem Ward vorbeiziehende Reisende überfiel) und Straßen, die den Namen Thunderbolts tragen. Am 25. Mai 1870 wurde Captain Thunderbolt in der Nähe von Uralla von Constable Alexander Walker bei einem Überfall auf eine Reisegruppe erschossen. Einige Bürger von Uralla aber bestanden darauf, dass der Onkel der Räubers, William (Harry) Ward sich dieses Mal als Captain Thunderbolt verkleidet hatte und erschossen wurde, und nicht Frederic Ward selbst. Die Legende von Captain Thunderbolt ist im McCrossin's Mill Museum dargestellt und enthält eine Serie von neun Gemälden von Phillip Pomroy, die die Ereignisse darstellen, die zu Frederic Wards Tod führten.
Im Jahre 2008 wurde laut einem Bericht von Australian Property Monitors  in Uralla der höchste Wertzuwachs von Grundstücken (35 % in 12 Monaten) festgestellt.

## Wirtschaft
Drei Gießereien und andere Metall verarbeitende Betriebe sorgen für Arbeitsplätze in Uralla. Da die Stadt in etwa auf halbem Wege zwischen Sydney und Brisbane liegt, ist auch der Tourismus ein wichtiger Wirtschaftszweig. Sie bietet eine sehenswerte Innenstadt und zwanzig Nationalparks sind von hier aus in maximal zwei Autostunden zu erreichen. Wegen der Nähe zum größeren Armidale gibt es wenig große Ladenketten in Uralla und die kleinen Ladengeschäfte konnten überleben, z. B. ein Buchantiquariat, verschiedene Galerien, Antiquitätengeschäfte und Cafés.
In den Flüssen um Uralla, wie z. B. dem Rocky River, kann man auch heute noch Gold waschen. In der Gegend werden heute Merinoschafe gehalten, die besonders für ihre feine Wolle für die Bekleidungsindustrie bekannt sind. Es gibt auch eine Reihe von Weingütern, die sich auf Weinsorten, die in kühl-gemäßigtem Klima wachsen, spezialisiert haben. Auch Äpfel und andere Obstsorten, die kühleres Klima benötigen, werden angebaut.
Ein Breitbandkabelversuch in der Stadt, der einen Umsetzer am Mount Mutton nutzt, hat IT-Entwickler angezogen, die sich zu einer Kooperative namens Granite Globe Inc. zusammengeschlossen haben. Lockheed Martin hat in Uralla eine Satellitenbeobachtungsstation aufgebaut.
In Uralla gibt es auch eine florierende Gemeinde von Künstlern und Töpfern, die von der Nähe zur University of New England in Armidale inspiriert wurden.
Es gibt in der Gegend auch einige Umweltprobleme, hauptsächlich durch falsche Bodenbehandlung verursacht. Extensiver Holzeinschlag und intensive landwirtschaftliche Nutzung der Böden führten zu Erosion. Die örtliche Verwaltung des Gebietes und ihrer Gemeinden bemüht sich nun, dieses Problem zu beseitigen.

## Verkehr

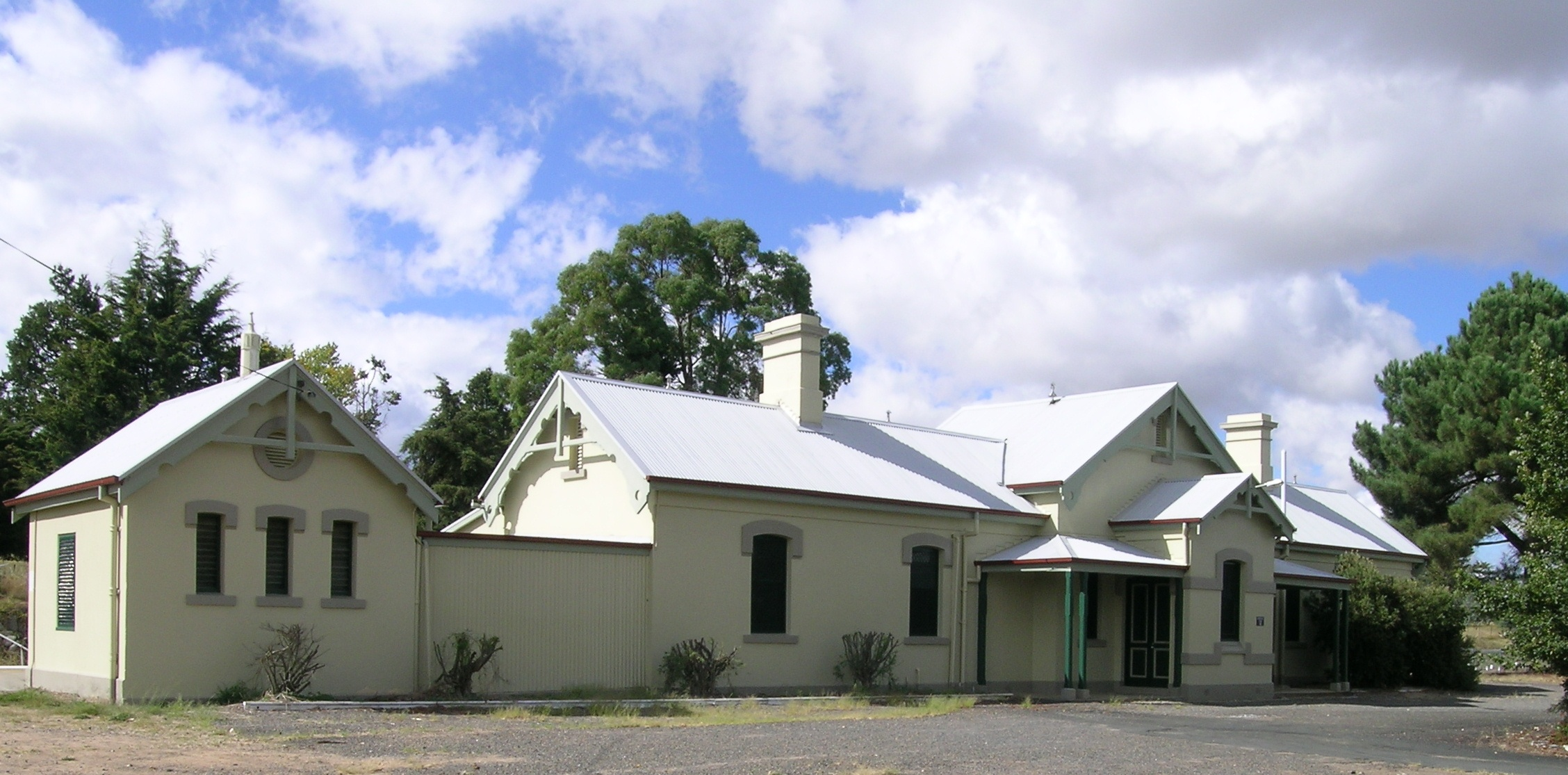
Bahnhof Uralla

Uralla liegt an der Kreuzung des New England Highway (Nationalstraße 15) mit der Touristenstraße Thunderbolts Way.
Der Bahnhof wird von täglich einmal in jeder Richtung vom CountryLink Xplorer, einem Zug zwischen Sydney und Armidale, angefahren. Die Station liegt nur 20 Minuten vom Endbahnhof der Verbindung in Armidale entfernt.